# Klosterbjerge
Klosterbjerge es una cadena montañosa en el este de Groenlandia. Se encuentra en la Tierra de Nathorst, en el extremo sur del Parque nacional del noreste de Groenlandia.

## Punto más alto
El pico más alto de la cordillera (de 2410 m) es una de las cumbres más prominentes de Groenlandia. Fue ascendido por primera vez en 1977 por una expedición alemana dirigida por Karl Maria Herrligkoffer. El pico se eleva 69 km (42,9 mi) al oeste del aeródromo de Mestersvig.